# Камара, Набу Лайе
Набу Лайе «Папа» Камара (англ. Naby Laye «Papa» Camara; 1951, Конакри — 4 января 2018, Конакри) — гвинейский футболист, нападающий, тренер. Считается одним из самых лучших игроков Гвинеи в истории. Приверженец одного клуба — «Хафия», с которой три раза становился чемпионом Африки (в 1972, 1975 и 1977). Игрок Гвинейской национальной сборной (капитан с 1977 по 1985), в то время бывшей одной из сильнейших команд на континенте.
Был тренером сборной на кубке африканских наций 1994 года. В последние годы являлся помощником тренера сборной Гвинеи.

## Достижения
- Победитель Лиги чемпионов КАФ: 1972, 1975, 1977